# Anton Marte
Anton Marte (* 31. Jänner 1874 als Anton Marti in Schnifis; † 9. Juli 1929 ebenda) war ein österreichischer Kirchenmaler und Restaurator. Zudem war er von 1919 bis 1924 Bürgermeister seiner Heimatgemeinde Schnifis.

## Leben
Anton Marte war der Sohn von Christian Marti und Ursula, geb. Konrad. Die Schreibweise Marte nahm er während seiner Schulzeit auf den Rat eines Lehrers hin an.
Mit 15 Jahren kam mit dem Kirchenmaler Johann Kärle in Kontakt, der zu dieser Zeit die Kirche im Nachbarort Satteins ausmalte, und beschloss, bei ihm eine Lehre anzutreten. Nach der Lehrzeit und einem Gesellenjahr bei Florus Scheel schloss er in den Jahren 1898 und 1899 seine Ausbildung mit einem eineinhalbjährigen Besuch der Kunstgewerbeschule Innsbruck ab.
Im Jahre 1899 heiratete er Veronika Berchtel aus Schnifis. Aus der Ehe ging eine Tochter hervor.
Von 1900 bis 1904 arbeitete er in Tirol als Kirchendekorateur. Der Tod seines einzigen Bruders Lorenz 1903 veranlasste ihn aber, 1904 nach Schnifis zurückzukehren und das väterliche Anwesen zu übernehmen, er arbeitete von diesem Zeitpunkt an hauptsächlich in Vorarlberg.
Im Ersten Weltkrieg war er in einer Kriegskanzlei in Bruneck eingesetzt, wo er wegen der widrigen Arbeitsbedingungen an schwerem Gelenksrheumatismus erkrankte, der eine eineinhalbjahre andauernde Arbeitsunfähigkeit zur Folge hatte. Eine von dieser Erkrankung stammende Lähmung des linken Armes konnte nie vollständig behoben werden. Erst im Jahre 1920 konnte er seine Arbeit wieder aufnehmen.
1919 wurde der von Zeitgenossen als gebildet und umgänglich charakterisierte Anton Marte zum Bürgermeister seiner Heimatgemeinde Schnifis gewählt. Er übte das Amt bis 1924 aus.
Eine „Verkühlung“, die er sich 1929 auf dem Sängerfest in Bludenz holte, verschlimmerte sich aufgrund seiner Arbeit in der neue Kapuzinerkirche in Landeck derartig, dass er nach einem „vierwöchigen Siechtum“ am 9. Juli verstarb.

## Werke

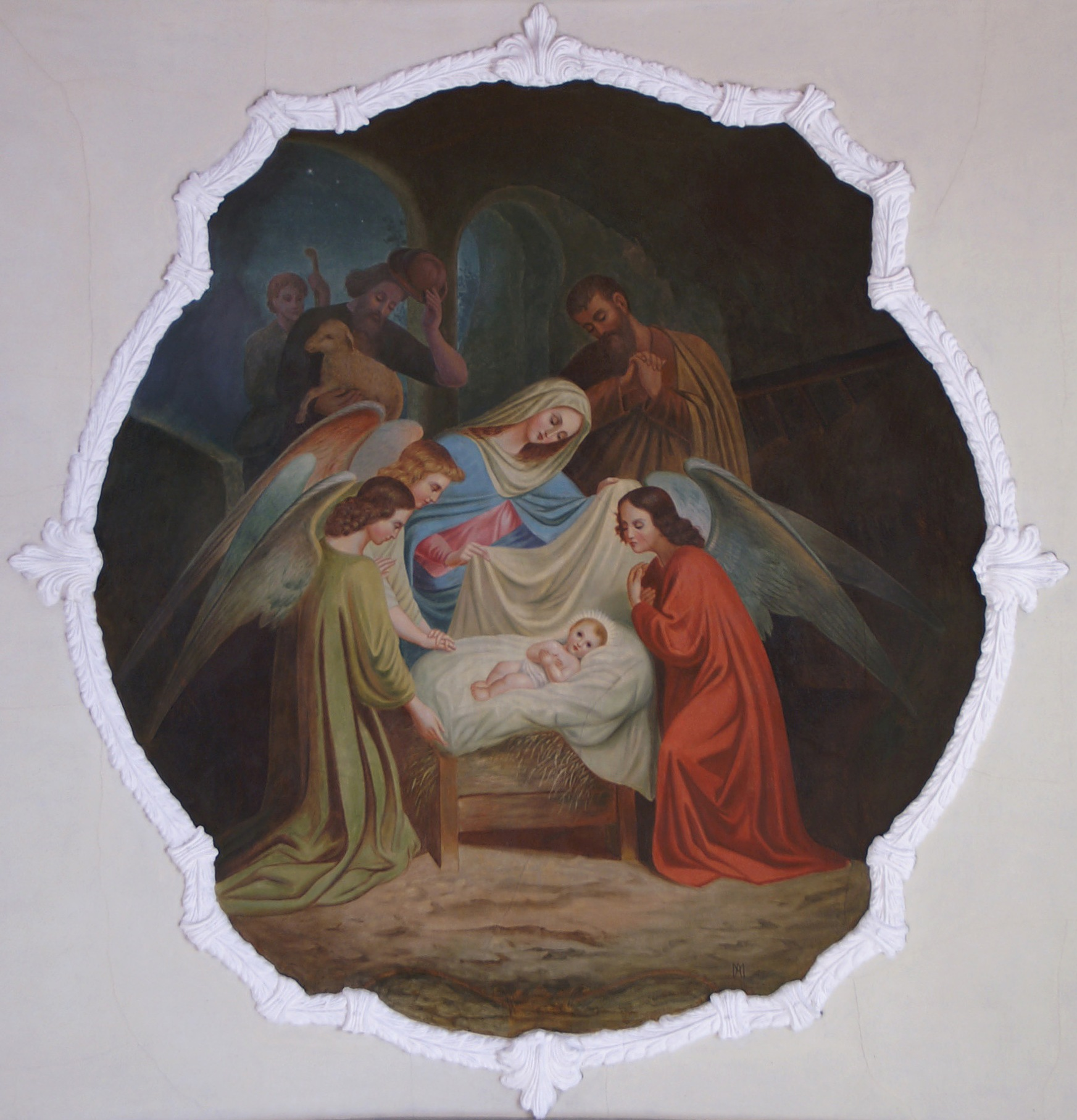
Deckenfresko in der Pfarrkirche Großdorf

- 1904: Restauration der Pfarrkirche Buchboden in Sonntag[2]
- 1907: Fresken in der Pfarrkirche Bürserberg[2]
- 1908: Deckengemälde in der Pfarrkirche Großdorf in Egg[2]
- 1909: Fresken und Hochaltarbilder in der Pfarrkirche Möggers[2]
- 1909: Fresken in der Kuratienkirche Gargellen[2]
- 1911: Fresken in der Pfarrkirche Eichenberg[2]
- 1913: Fresken und Seitenaltarbild in der Pfarrkirche Nüziders[2]
- 1920: Fresken in der Pfarrkirche Buch[2]
- 1922: Innenrestaurierung und dekorative Ausmalung der Pfarrkirche Sulzberg-Thal[2]
- 1923: Fresken in der Kuratienkirche Rehmen in Au[2]
- 1924: Decken- und Wandgemälde in der Pfarrkirche Schnepfau[2]
- 1924: Fresken in der Pfarrkirche Schwarzach[2]
- 1924/1925: Deckengemälde in der Pfarrkirche Dafins in Zwischenwasser[2]
- 1925: Wandmalerei mit Ludwig Glötzle in der Pfarrkirche Bezau[2]
- 1925: Fresken mit Hans Purin in der Pfarrkirche Bregenz-Fluh[2]
- 1926: Ehemaliges Hochaltarbild Kruzifix mit Maria, Johannes und Magdalena in der Pfarrkirche Wald am Arlberg[2]
- 1926: Fresken in der Kuratienkirche Partenen[2]
- 1926: Fresko Immaculata in der Kapelle Mariahilf auf der Halden in Herzenmoos in Kennelbach[2]
- 1926/1927: Kreuzwegstationen in der Pfarrkirche Koblach[2]
- 1927: Fresken Apostelmedaillons in den Gewölbezwickeln in der Pfarrkirche Dornbirn-Oberdorf[2]
- 1928: Fresko Petrus Canisius an der linken Chorwand in der Pfarrkirche Schoppernau[2]
- Kreuzwegstationen in der Kuratienkirche Gurtis[2]
- Seitenaltarbild Herz Jesu in der Lourdeskapelle in Satteins[2]